# Tarrasa
Tarrasa (oficialmente en catalán: Terrassa; AFI: [tə'rasə]) es una ciudad y municipio español de la provincia de Barcelona, en la comunidad autónoma de Cataluña. Comparte la capitalidad de la comarca del Vallés Occidental con Sabadell.
Dista a unos 18 km de la ciudad de Barcelona, la capital de la provincia y de la comunidad autónoma. En 2005, el municipio alcanzó la cifra de 200 000 habitantes. Cuenta con una población de 228 708 habitantes (INE 2024), por lo que es la tercera ciudad más poblada de Cataluña y la vigesimoprimera de España.
Además, este municipio es un importante nudo de comunicaciones por carretera y ferrocarril. Cuenta con varias escuelas universitarias y es sede de la diócesis de Tarrasa.

## Geografía
La ciudad de Tarrasa se ubica al sur del centro geográfico de la provincia de Barcelona, en el noreste de España, a 18 km al noroeste de la ciudad de Barcelona. Las coordenadas de la ciudad son 41°33′40″N 2°00′29″E / 41.56111, 2.00806, tiene una extensión de 70,2 km² y se encuentra a una altitud media de 286 m sobre el nivel del mar según el Instituto Geográfico Nacional.
Limita al norte con Matadepera, Mura y Vacarisas; al este con la ciudad de Sabadell y Castellar del Vallés; al sur con San Quirce del Vallés, Les Fonts, Rubí y Ullastrell; y al oeste con Viladecavalls, y Vacarisas.
| Noroeste: Vacarisas  | Norte: Matadepera | Noreste: Castellar del Vallés  |
| Oeste: Viladecavalls |                   | Este: Sabadell                 |
| Suroeste Ullastrell  | Sur: Rubí         | Sureste: San Quirce del Vallés |

### Orografía
Tarrasa se asienta al sur del macizo de San Lorenzo del Munt sobre la riera de las Arenas, dentro de la fosa tectónica del Vallés-Penedés. Las zonas forestales ocupan el sector más noroccidental del término; la parte septentrional se integra dentro del parque natural de San Lorenzo del Munt y del Obac.
Administrativamente se encuentra dentro de la comarca del Vallés Occidental, cuya capitalidad comparte con la ciudad de Sabadell.

### Clima
El clima de Tarrasa es de tipo mediterráneo, con inviernos suaves y veranos calurosos y secos, con precipitaciones durante todo el año con máximos en primavera y otoño. De acuerdo con Köppen y Geiger clima se clasifica como Csa. La temperatura media anual es de 15,0 °C y la precipitación de 635 mm al año. El mes más seco es julio (33 mm) y los más lluviosos septiembre y octubre, con 75 mm cada uno.
| Parámetros climáticos promedio de Tarrasa | Parámetros climáticos promedio de Tarrasa | Parámetros climáticos promedio de Tarrasa | Parámetros climáticos promedio de Tarrasa | Parámetros climáticos promedio de Tarrasa | Parámetros climáticos promedio de Tarrasa | Parámetros climáticos promedio de Tarrasa | Parámetros climáticos promedio de Tarrasa | Parámetros climáticos promedio de Tarrasa | Parámetros climáticos promedio de Tarrasa | Parámetros climáticos promedio de Tarrasa | Parámetros climáticos promedio de Tarrasa | Parámetros climáticos promedio de Tarrasa | Parámetros climáticos promedio de Tarrasa |
| Mes                                       | Ene.                                      | Feb.                                      | Mar.                                      | Abr.                                      | May.                                      | Jun.                                      | Jul.                                      | Ago.                                      | Sep.                                      | Oct.                                      | Nov.                                      | Dic.                                      | Anual                                     |
| ----------------------------------------- | ----------------------------------------- | ----------------------------------------- | ----------------------------------------- | ----------------------------------------- | ----------------------------------------- | ----------------------------------------- | ----------------------------------------- | ----------------------------------------- | ----------------------------------------- | ----------------------------------------- | ----------------------------------------- | ----------------------------------------- | ----------------------------------------- |
| Temp. máx. media (°C)                     | 11.2                                      | 12.3                                      | 14.4                                      | 17.0                                      | 20.5                                      | 24.3                                      | 27.1                                      | 27.0                                      | 24.0                                      | 19.3                                      | 14.8                                      | 11.5                                      | 18.6                                      |
| Temp. media (°C)                          | 8.0                                       | 8.9                                       | 10.8                                      | 12.9                                      | 16.3                                      | 20.2                                      | 23.0                                      | 23.1                                      | 20.4                                      | 15.9                                      | 11.6                                      | 8.6                                       | 15.0                                      |
| Temp. mín. media (°C)                     | 4.8                                       | 5.5                                       | 7.2                                       | 8.9                                       | 12.2                                      | 16.2                                      | 19.0                                      | 19.2                                      | 16.9                                      | 12.6                                      | 8.5                                       | 5.8                                       | 11.4                                      |
| Precipitación total (mm)                  | 36                                        | 35                                        | 52                                        | 54                                        | 66                                        | 52                                        | 33                                        | 55                                        | 75                                        | 75                                        | 54                                        | 48                                        | 635                                       |
| Fuente: Climate-data.org                  |                                           |                                           |                                           |                                           |                                           |                                           |                                           |                                           |                                           |                                           |                                           |                                           |                                           |

## Historia

### Primeros pobladores
La primera constancia de pobladores en los alrededores de Tarrasa se fecha durante el período Neolítico, comprendido entre el 5000 y el 1800 a. C., época en que el hombre se vuelve sedentario, dejando de cazar y recolectar exclusivamente, para hacer uso de la agricultura y la ganadería. Su hábitat se situaba en diferentes puntos del macizo de San Lorenzo del Munt.
El yacimiento de Can Missert es una necrópolis de la Edad del Bronce que se encuentra dentro del municipio.

### Época romana y visigoda
Las primeras noticias históricas de la actual Tarrasa provienen de la época de los romanos, que fundaron la ciudad de Egara cerca del torrente de Vallparadís sobre un antiguo poblado ibero, Egosa, del cual se han encontrado algunos restos cerámicos y monedas. Alrededor del torrente de Vallparadís también se han descubierto restos paleolíticos, cerca de donde está ubicado el conjunto de las iglesias de San Pedro, así como una necrópolis de la cultura de los campos de urnas en Can Missert. En el término municipal se encuentra el castillo cartuja de Vallparadís, una construcción del siglo XII.
Durante la Edad Media, la villa, amurallada, creció alrededor de la plaza Mayor y del Castillo-Palacio, y fue conquistada por Ludovico Pío e incorporada al reino franco en 801 durante la campaña que llevó a la conquista de Barxiluna, a raíz de la cual el castillo fue destruido por los musulmanes en la razia de Musa ibn Musa el 856. Aun así, la mayor parte del terreno fuera de la muralla era propiedad de Tarrasa, que poseía el castillo de Vallparadís.

### Edad Media y Moderna

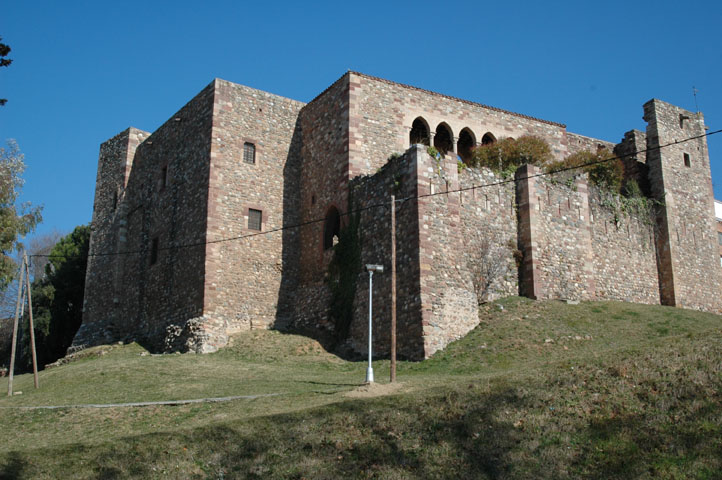
El castillo cartuja visto desde el torrente de Vallparadís.

En 1384 gracias a un privilegio real otorgado por el rey Pedro III «el Ceremonioso» se estableció el Consejo de la Universidad de la Villa y el término de Tarrasa, máximo órgano de gobierno de la ciudad que fue abolido con los Decretos de Nueva Planta de 1716. En septiembre de 1713 durante la guerra de sucesión española, las tropas borbónicas ocuparon la villa, la incendiaron y saquearon durante tres días.
Durante la tercera guerra carlista, el 22 de julio de 1872 una partida de quinientos carlistas encabezada por Joan Castells llegó en tren y atacó Tarrasa para recaudar la contribución de la villa al esfuerzo de guerra, pero las autoridades se negaron al pago y en el asalto al ayuntamiento, en el que obtuvieron un botín de seiscientas pesetas, los asaltantes perdieron siete hombres mientras que los defensores dos.

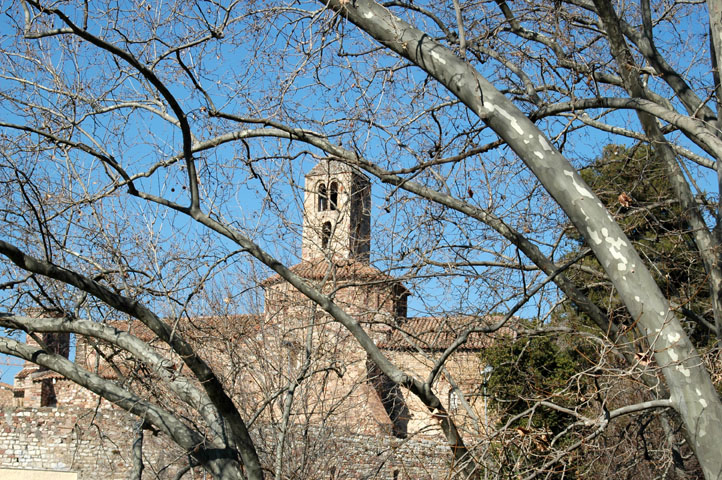
Santa María, una de les tres iglesias que conforman el conjunto monumental de San Pedro del municipio de Tarrasa

Con el tiempo, el término foráneo de la villa terminó formando el municipio de San Pedro de Tarrasa en 1800, con la cabeza en el pequeño núcleo crecido en torno a la antigua Egara. En 1877, Alfonso XII concedió a la villa el título de ciudad. Pocos años más tarde, en 1891, el Castillo-Palacio, que se encontraba en estado de abandono, fue derribado y solo se conservó la torre maestra, conocida como la torre del Palacio.

### Revolución Industrial
La industria primeriza tarrasense alcanzó los años de mayor producción entre 1796 y 1797. El arranque industrial sucedió después de la posguerra. Entre los industriales que viajaron a Francia y los prisioneros de las tropas napoleónicas se pudieron aplicar en Tarrasa las innovaciones tecnológicas. Poco tiempo después, la maquinaria comenzó a construirse en el propio municipio, factor que ayudó al crecimiento de la industria. También durante el siglo XIX Tarrasa fue una de las ciudades españolas donde la Revolución Industrial tuvo una mayor incidencia, con un gran número de fábricas e industrias dedicadas al textil. Entre 1833 y 1870 se desarrolló propiamente la industrialización de la ciudad, que convirtió a Tarrasa en una ciudad industrial. La aplicación de la energía del vapor, la mecanización del proceso productivo, las innovaciones tecnológicas y la consolidación del gremio fueron los atributos de esta etapa. Es por ello que la ciudad pronto se convertiría en «la ciudad de las fábricas de vapor».
Hoy en día todavía perviven muchos edificios modernistas de aquella época, como el Vapor Aymerich, Amat i Jover (1907), actual Museo de la Ciencia y de la Técnica de Cataluña, la Masía Freixa (1907), el Mercado de la Independencia (1908), la Casa Alegre de Sagrera (1911), el edificio del Ayuntamiento (1902), la Escuela Industrial (1904), el Gran Casino (1920), el Teatro Principal (1920) y el Parque de Desinfección (1920). Además, hasta el momento, Tarrasa forma parte de la Comunidad de Ciudades Ariane, relacionada con la tecnología aeroespacial y los lanzadores Ariane.

### SigloXX
El primer gran acontecimiento del siglo XX que vivió la ciudad fue la anexión del pueblo de San Pedro —antigua Ègara, que contaba con 4404 habitantes en 1900—, en julio de 1904, cuya demarcación se repartió entre los municipios de Tarrasa, Sabadell y Rubí.
Tras la Guerra Civil la oposición antifascista empezaría a ser relevante a finales de los años 1940, canalizada por los movimientos obreros [cita requerida]. Uno de los cambios que experimentó la ciudad durante esta época fue el crecimiento poblacional, que derivó en problemas de infraestructuras y vivienda. El ritmo fabril, que dio lugar a una gran necesidad de mano de obra, situaron a Tarrasa como una de las principales zonas industrias textiles de España.

#### Desastre ambiental
El 25 de septiembre de 1962 sufrió los efectos de la gran riada que se produjo en la zona del Vallés, la cual afectó también a otros municipios como Rubí o San Quirico de Tarrasa.

## Demografía
Tarrasa cuenta con una población de 228 708 habitantes (INE 2024).
| Gráfica de evolución demográfica de Tarrasa entre 1842 y 2021 |
| |
| Población de derecho según los censos de población del INE Población de hecho según los censos de población del INEEn estos censos se denominaba Tarrasa: 1842, 1857, 1860, 1877, 1887, 1897, 1900, 1910, 1920, 1930, 1940, 1950, 1960, 1970 y 1981 Entre el censo de 1910 y el anterior, crece el término del municipio porque incorpora a San Pedro de Tarrasa |

| Distrito   | Población | Población extranjera | %     |
| ---------- | --------- | -------------------- | ----- |
| Distrito 1 | 36 600    | 3625                 | 9,99  |
| Distrito 2 | 23 380    | 6731                 | 28,79 |
| Distrito 3 | 26 023    | 4492                 | 17,26 |
| Distrito 4 | 40 825    | 5017                 | 12,29 |
| Distrito 5 | 46 546    | 4377                 | 9,40  |
| Distrito 6 | 42 111    | 6512                 | 15,46 |
| Distrito 7 | 8929      | 762                  | 8,53  |
| Total      | 224 114   | 31 516               | 14,06 |

La población extranjera más numerosa con diferencia es la marroquí, representando esta el 43,39 % del total de extranjeros, lo que se traduce en 13 674 habitantes para 2022.

## Monumentos y lugares de interés
El municipio de Tarrasa cuenta con una amplia variedad artística de distintos ámbitos o períodos artísticos. Desde el periodo romano, pasando por el románico influido por Bizancio o el más característico catalán, gótico y modernista, hasta el arte más conceptual. Son varias las excavaciones por el parque Vallparadís que están demostrando vida neolítica y paleolítica en la ciudad. Los restos encontrados hasta el momento se ubican dentro del conjunto museístico del castillo cartuja de Vallparadís.

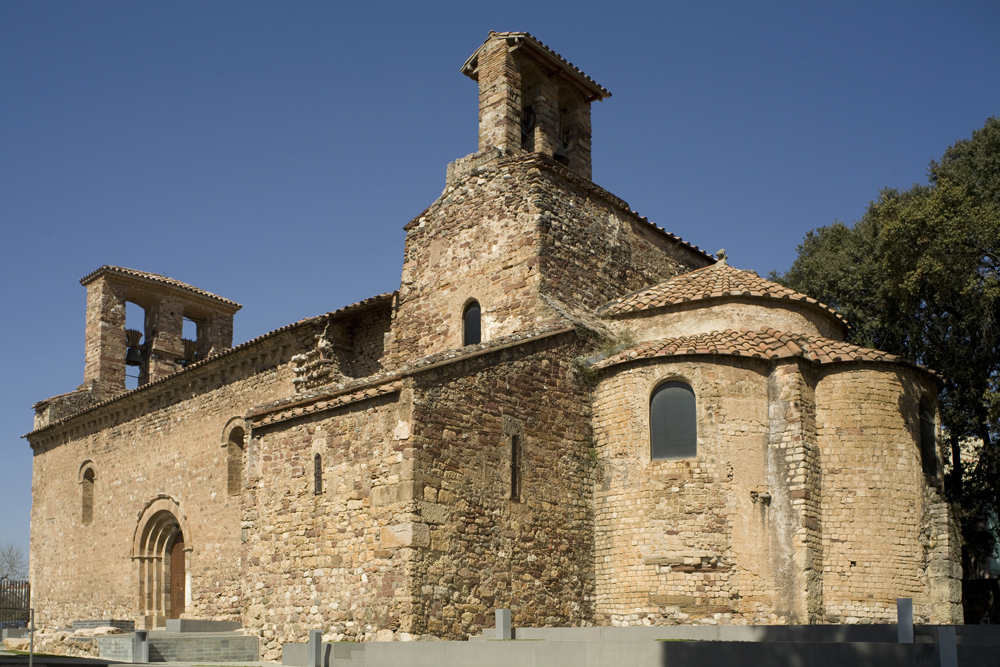
Iglesia de San Pedro
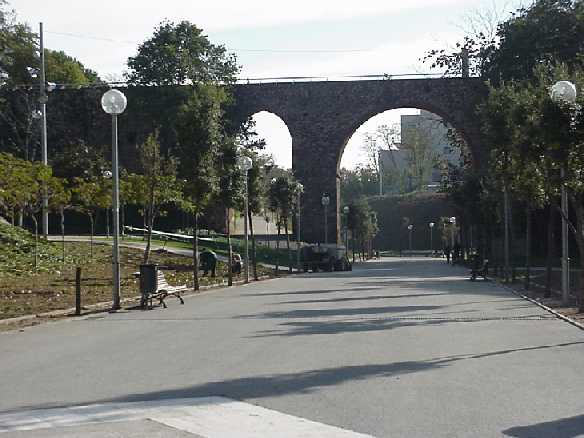
Puente de San Pedro
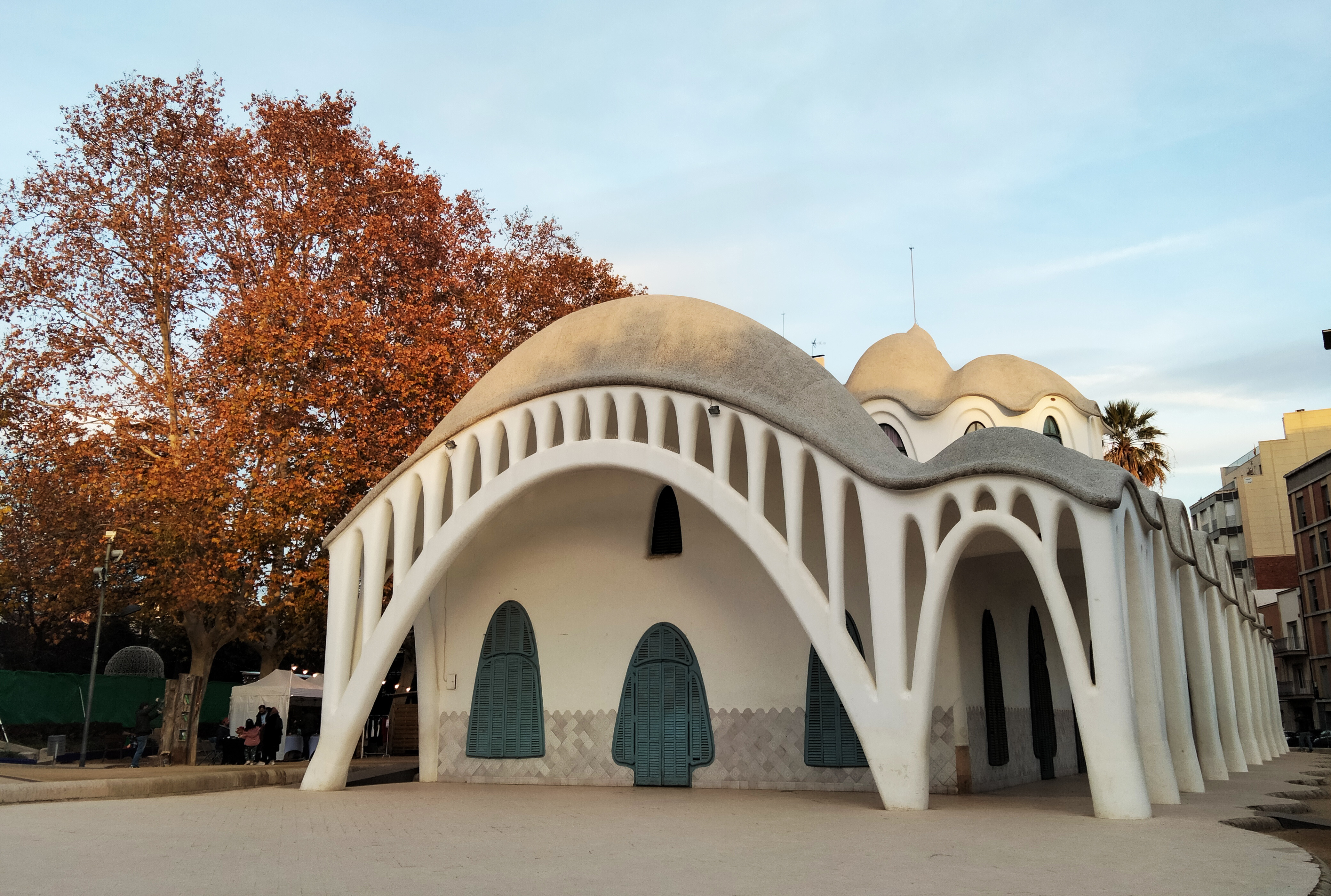
Masía Freixa
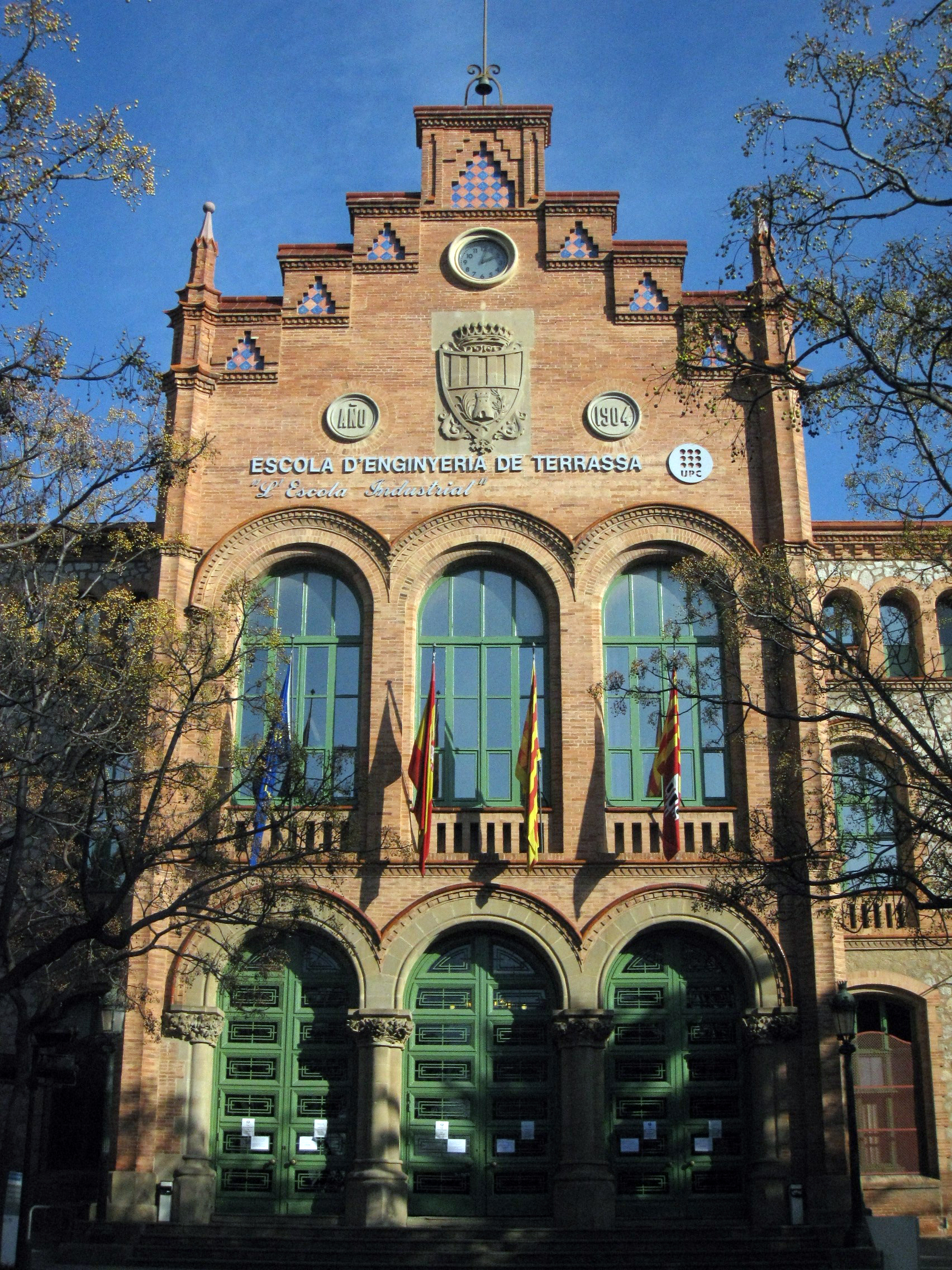
Escuela Universitaria de Ingeniería Técnica
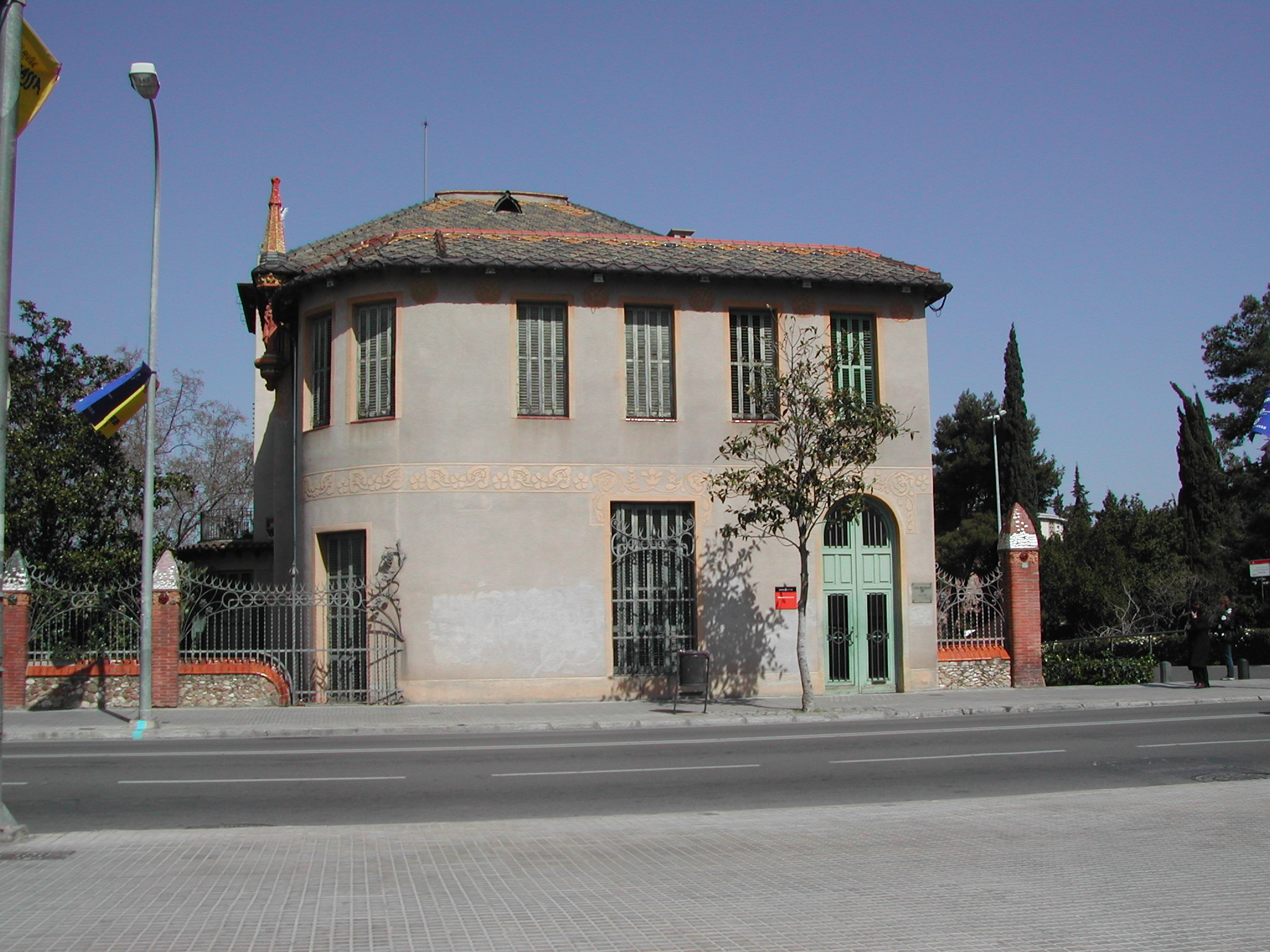
Fachada de la Casa Baumann
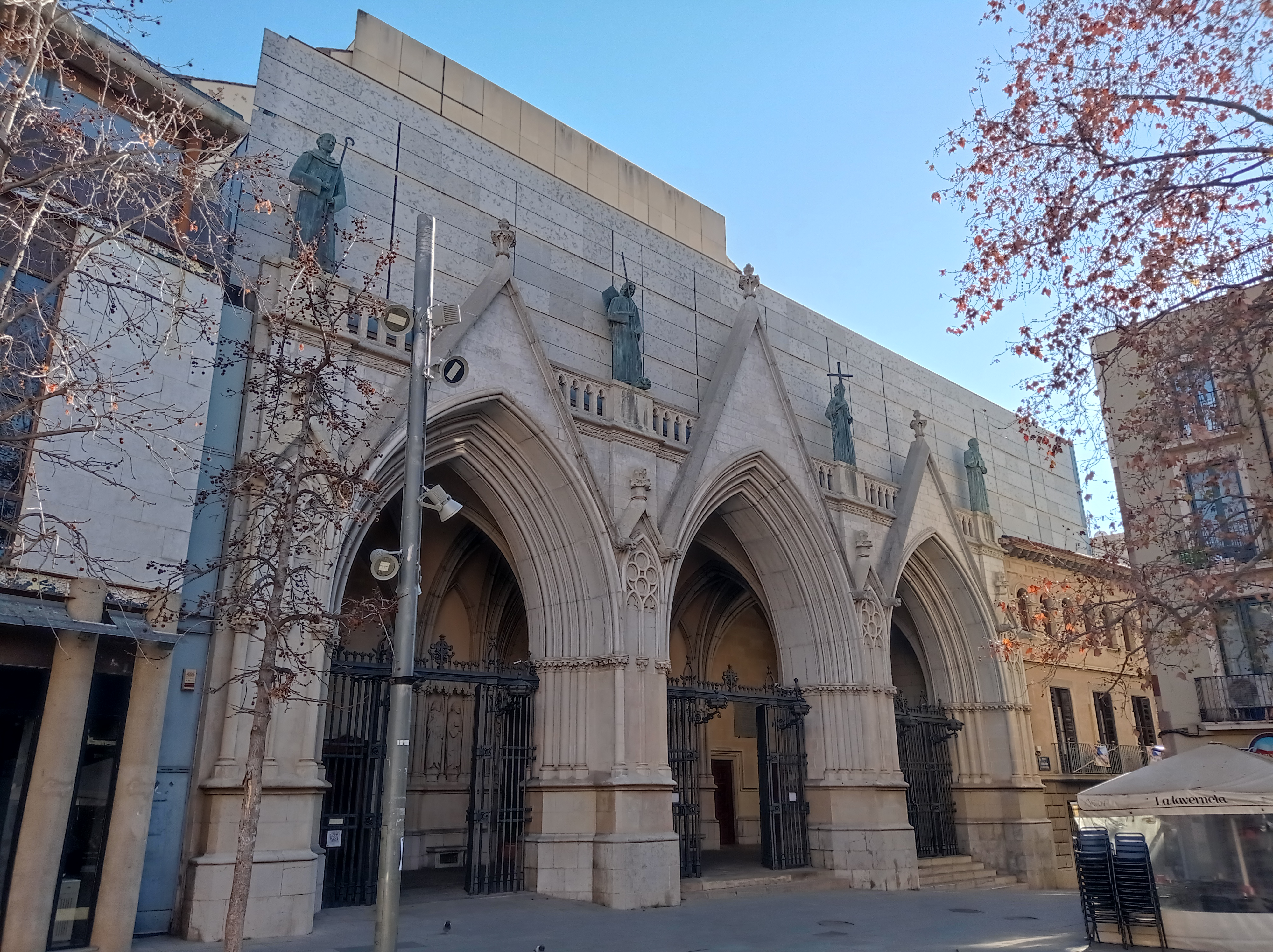
Catedral del Espíritu Santo

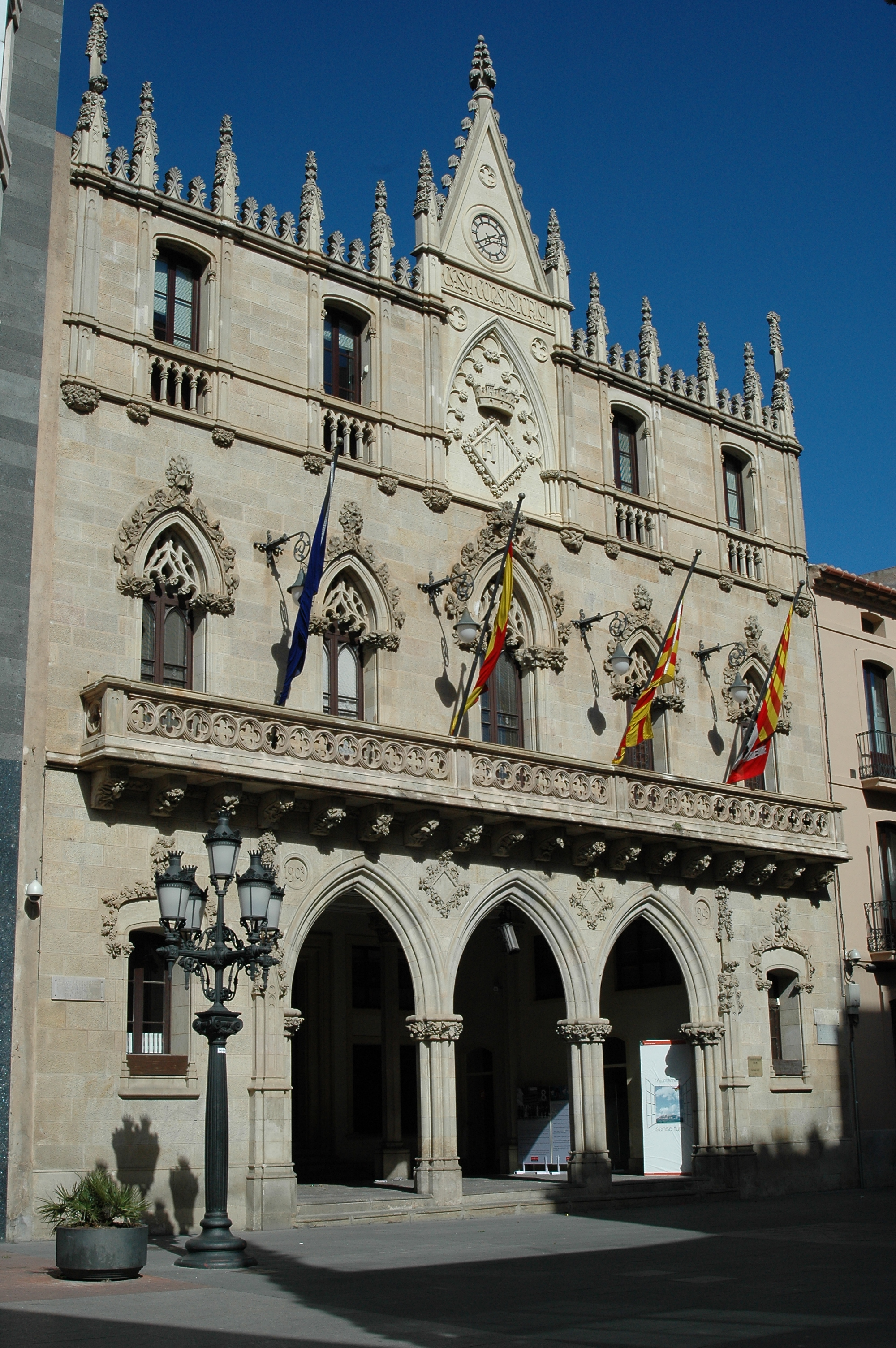
Ayuntamiento de Tarrasa

Del mundo romano nos ha llegado muy poco, sin mencionar las actuales excavaciones en el conjunto monumental de San Pedro, en concreto de Santa María, donde se hallan restos de lo que fue un antiguo baño romano y el puente de acceso a dicho conjunto. Más actual es el conjunto monumental de las iglesias de San Pedro, conformado por San Pedro, San Miguel y Santa María. Las tres muestran la evolución del románico en el mundo artístico. Tiene también importantes monumentos modernistas, como la Masía Freixa, del arquitecto Lluís Muncunill i Parellada. También destaca la antigua fábrica Agut S.A, actualmente transformada en un supermercado.

## Administración y política

### Gobierno municipal
| Periodo   | Nombre                 | Partido | Partido                                    |
| --------- | ---------------------- | ------- | ------------------------------------------ |
| 1979-2002 | Manuel Royes Vila      |         | Partit dels Socialistes de Catalunya (PSC) |
| 2002-2012 | Pere Navarro Morera    |         | Partit dels Socialistes de Catalunya (PSC) |
| 2012-2017 | Jordi Ballart i Pastor |         | Partit dels Socialistes de Catalunya (PSC) |
| 2017-2019 | Alfredo Vega López     |         | Partit dels Socialistes de Catalunya (PSC) |
| 2019-act. | Jordi Ballart i Pastor |         | Tot per Terrassa (TxT)                     |

| Partido político                                                                | 2023  | 2023   | 2023       | 2019  | 2019   | 2019       | 2015  | 2015   | 2015       | 2011  | 2011   | 2011       | 2007  | 2007   | 2007       |
| Partido político                                                                | %     | Votos  | Concejales | %     | Votos  | Concejales | %     | Votos  | Concejales | %     | Votos  | Concejales | %     | Votos  | Concejales |
| Tot per Terrassa (TxT)                                                          | 33,46 | 26 732 | 11         | 29,28 | 27 970 | 10         | —     | —      | —          | —     | —      | —          | —     | —      | —          |
| Partit dels Socialistes de Catalunya (PSC)                                      | 20,91 | 16 711 | 7          | 20,55 | 19 634 | 7          | 28,19 | 23 450 | 9          | 32,26 | 22 991 | 11         | 43,57 | 28 640 | 13         |
| Vox                                                                             | 10,49 | 8380   | 3          | 2,33  | 2223   | 0          | —     | —      | —          | —     | —      | —          | —     | —      | —          |
| Esquerra Republicana de Catalunya (ERC)                                         | 7,56  | 6047   | 2          | 14,93 | 14 262 | 5          | 13,49 | 11 217 | 4          | 4,45  | 3169   | 0          | 7,41  | 4870   | 2          |
| Junts per Catalunya (JxC)-Convergència i Unió (CiU)                             | 7,16  | 5723   | 2          | 7,56  | 7224   | 2          | 12,16 | 10 114 | 3          | 24,43 | 17 408 | 9          | 19,84 | 13 041 | 6          |
| Partit Popular de Catalunya (PP)                                                | 6,56  | 5242   | 2          | 3,90  | 2953   | 0          | 5,66  | 4706   | 1          | 12,31 | 8772   | 4          | 9,84  | 6468   | 3          |
| En Comú Podem (ECP)-Terrassa en Comú (TeC)-Iniciativa per Catalunya Verds (ICV) | 4,56  | 3643   | 0          | 3,68  | 3511   | 0          | 19,24 | 16 000 | 6          | 9,25  | 6590   | 3          | 10,25 | 6736   | 3          |
| Candidatura d'Unitat Popular (CUP)                                              | 3,37  | 2696   | 0          | 3,59  | 3434   | 0          | 5,75  | 4785   | 1          | 1,22  | 868    | 0          | 1,29  | 848    | 0          |
| Ciutadans (CS)                                                                  | 1,59  | 1273   | 0          | 8,11  | 7745   | 3          | 10,79 | 8977   | 3          | 2,12  | 1511   | 0          | 3,87  | 2547   | 0          |

### Organización territorial
Las fechas de la población corresponden al 2008.
Distrito 1 - Centro (2,25 km² – 34 159 hab.)
- Plaça Cataluña y Escuela Industrial, Cementerio Viejo-Can Palet Nord, Terrassa Centre, Vallparadís y Antic Poble de San Pere.

Distrito 2 - Levante (1,45 km² – 20 954 hab.)
- Montserrat, Vilardell, Torre-sana y Ca n'Anglada.

Distrito 3 - Sur (8,38 km² – 32 735 hab.)
- Can Jofresa, Can Palet, Guadalhorce y Can Palet II, Xúquer, y Siglo XX.

Distrito 4 - Poniente (6,26 km² – 38 350 hab.)
- Ca n'Aurell, La Maurina, La Cogullada, Roc Blanc, Les Carbonelles, Can Trias y Can Palet de Vista Alegre.

Distrito 5 - Noroeste o Pla del Can Roca (4,27 km² – 44 867 hab.)
- Sant Pere, Pla del Bon Aire y Can Roca, Pueblo Nuevo-Zona deportiva, Torrente de Pedro Parres, Can Boada, Can Gonteres y Can Colomer (Pueblo Nuevo).

Distrito 6 - Noreste (3,03 km² – 40 728 hab.)
- Las Arenas-La Grípia y Can Montllor, San Lorenzo, San Pere Nord, Ègara y Can Tusell.

Distrito 7 - Sureste (1,45 km² – 20 954 hab.)
- Les Fonts, Can Parellada y San Quirico de Tarrasa.

## Servicios

### Parque audiovisual
Al norte de la ciudad, encontramos un gran parque audiovisual, el parque audiovisual de Tarrasa. Este proyecto está promovido por el Ayuntamiento de esta ciudad y la Generalidad de Cataluña. En él se encuentran muchos estudios donde se puede realizar todo tipo de grabaciones audiovisuales. En el parque se grabó parte del anuncio de Lotería Nacional de Navidad y del de Freixenet (también el de Navidad). Ambos fueron grabados en el año 2008.
En el año 2017 se adecuaron las instalaciones para la nueva emisión del programa de TVE, Operación Triunfo, en su edición de 2017/18.

### Transporte
Acceso por autopista

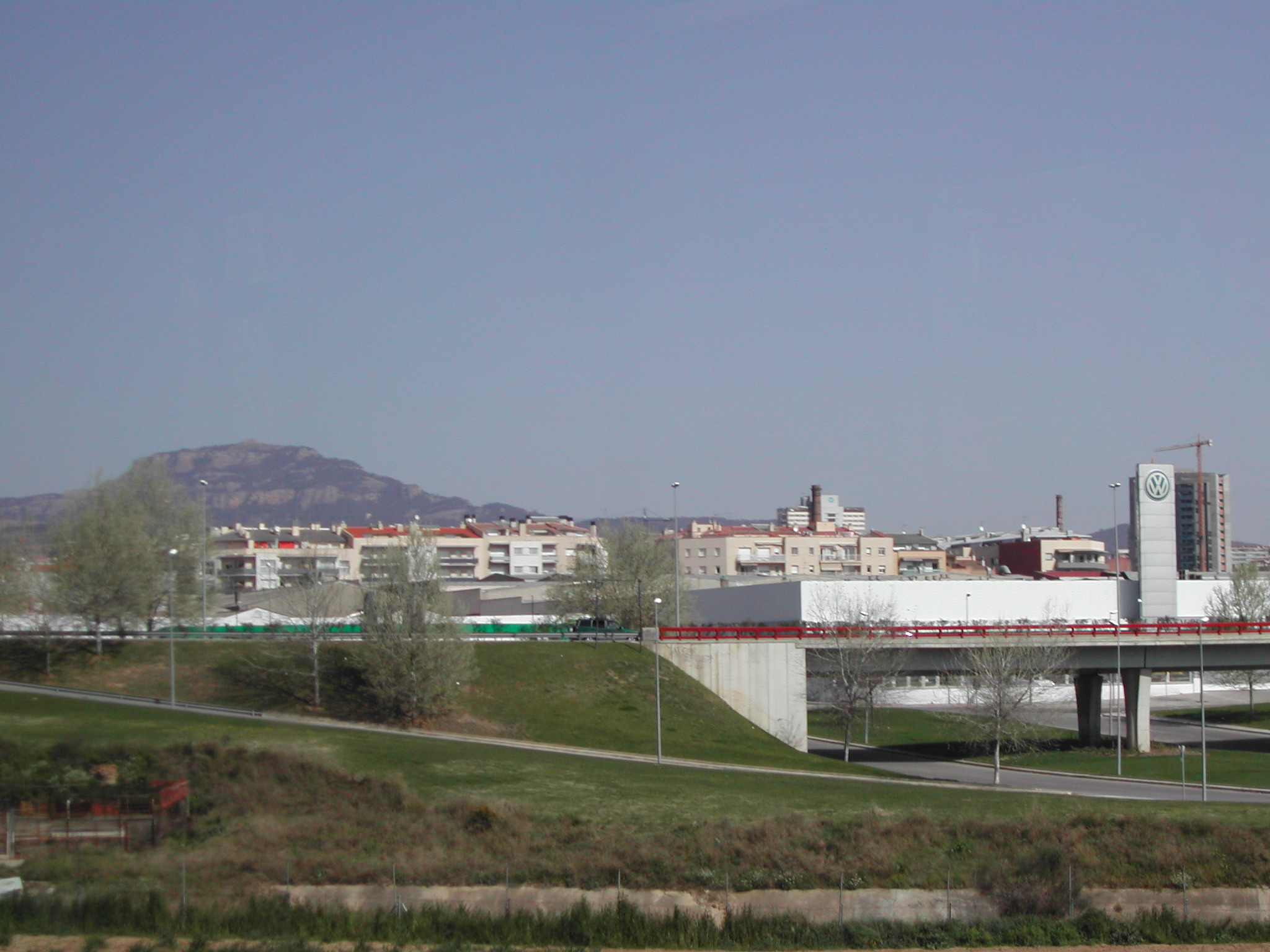
La autopista C-16 a su paso por el sur de la ciudad, con La Mola al fondo

En cuanto al transporte terrestre, Tarrasa está comunicada con la capital de Barcelona a través de dos autopistas, la C-58 y la C-16. La C-16 forman parte de la vía medular transpirenaica europea E09, que comunica la capital de Barcelona al noroeste, con la frontera mediante el túnel del Cadí y la ciudad de Toulouse (Francia) pasando por Manresa y Berga. Ésta se considera una vía privada con tramos de pago.
El resto de carreteras que comunican Tarrasa son la BV-1221 o carretera de Matadepera, que comunica con el Bages pasando por Matadepera, Mura, Talamanca y Navarclés; la B-122 o carretera de Rellinars, que llega a Castellbell y Vilar; la C-58 en el tramo que no es autopista, conocida como autovía de Bauma que conecta Tarrasa con Viladecavalls y Vacarisas hasta el enlace con la C-55; la B-120 o carretera de Olesa, que enlaza Tarrasa, Viladecavalls y Olesa de Montserrat; la C-243c o carretera de Martorell, que une Tarrasa, Ullastrell y Martorell; la BP-1503 o carretera de Rubí, que comunica la ciudad con Rubí y San Cugat; la N-150 o carretera de Moncada, que conecta Tarrasa, Sabadell, Barberá, Sardañola, Ripollet y Moncada y Reixach; y la C-1415a o carretera de Castellar, que une Tarrasa con Castellar del Vallés, Senmanat y Caldas de Montbui.

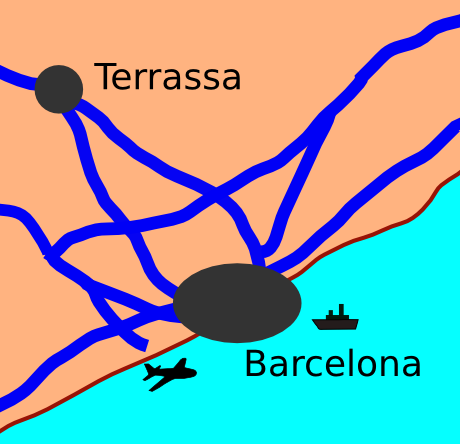
Autopistas de Tarrasa

Acceso por carretera
- Desde Barcelona:

Autopista C-58 Barcelona-Ripollet-Sardañola-Barberá del Vallés-Badia del Vallés-San Quirico del Vallés-Sabadell-Tarrasa. (Gratuita).
Autopista C-16 Barcelona-La Floresta-San Cugat del Valles-Rubí-Tarrasa, los túneles de Vallvidrera. (Peaje)
Carretera N-150 Barcelona-Montcada-Ripollet-Sardañola-Barberá del Vallés-Sabadell-Tarrasa.
- Desde Lérida:

AP-2, conexión con las autopistas AP-7 y C-58.
A-2, conexión con la C-243: Martorell-Tarrasa.
- Desde Francia-La Junquera-Gerona:

AP-7, conexión con la C-58: Barcelona-Tarrasa.
- Desde Tarragona:

AP-7, conexión con la C-58: Barcelona-Tarrasa.
- Próximamente, la Autovía Orbital de Barcelona B-40 o Cuarto Cinturón, que irá por todo el oeste y el norte de Tarrasa.[19]

#### Ferrocarril

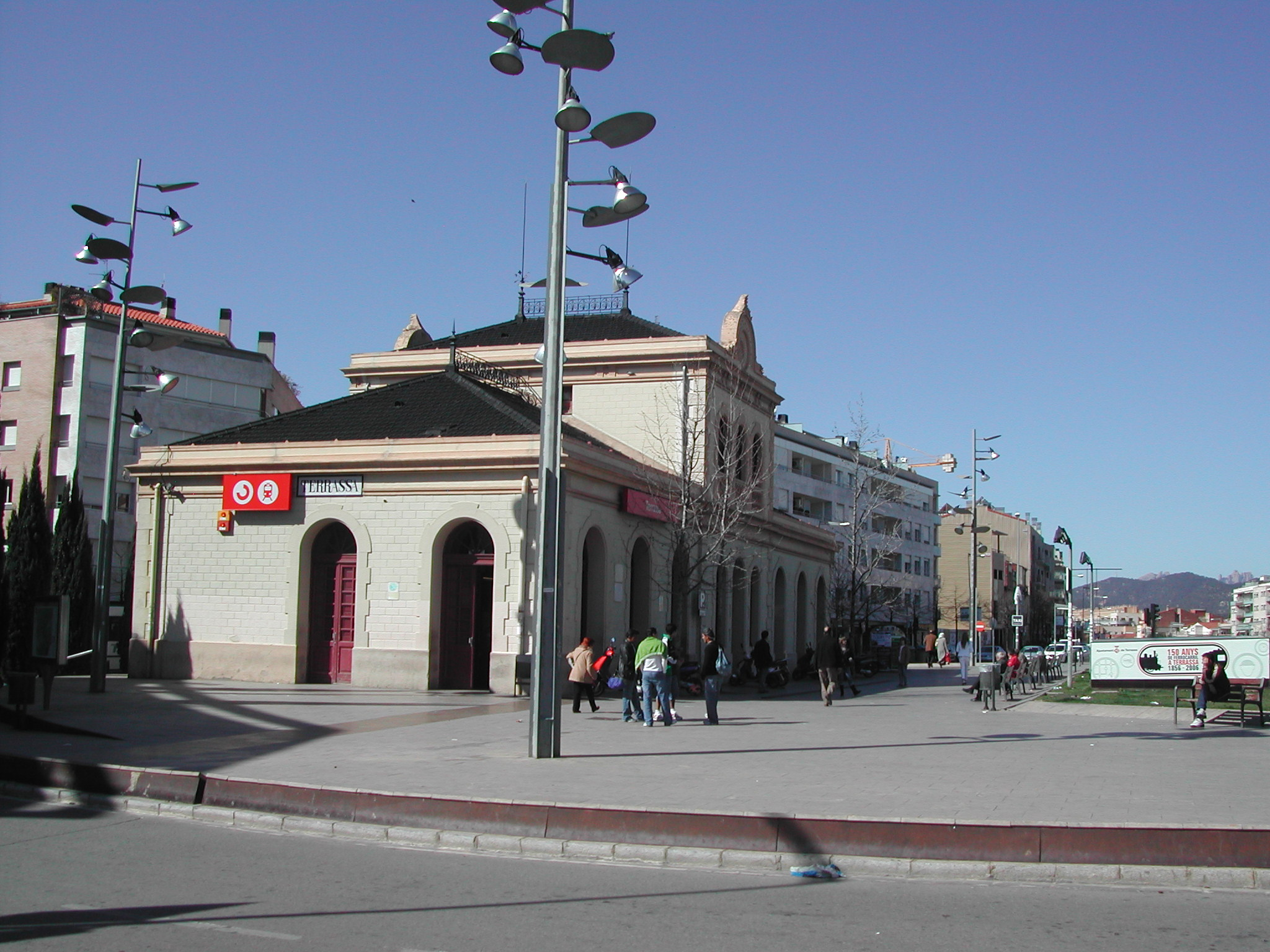
Estación del Norte de Tarrasa, ubicada en el paseo Veintidós de Julio

Respecto al ferrocarril, la ciudad dispone de dos estaciones de pasajeros de la actual Línea R4 de Rodalies Renfe (Línea Barcelona - Zaragoza), denominadasEstación del Norte (Centro) y Estación del Este. Existe la previsión de una estación más al oeste de Tarrasa, denominada Can Boada, situada en el barrio de Can Boada.
También se encuentra la estación de Tarrasa-Rambla, la antigua terminal de la línea S1 (Metro del Vallés) de los Ferrocarriles de la Generalidad de Cataluña, con otra estación en la zona universitaria, llamada Vallparadís Universidad, la Estació del Nord con correspondencia con la Estación del Norte de la Línea R4 y la del barrio de Can Roca, al norte de la ciudad Tarrasa Naciones Unidas. También hay un proyecto en marcha de una estación a la entrada de la ciudad por el sur, entre los barrios Siglo XX y La Cogullada. Todo este conglomerado de estaciones de los FGC conforman el llamado Metro de Tarrasa.
El municipio cuenta además con la Estación de Les Fonts de los FGC y con el apeadero de Torrebonica de la Renfe, actualmente fuera de servicio. Un proyecto en estudio de la Generalidad de Cataluña es la futura Línea Orbital Ferroviaria, la cual aprovecharía el tramo de Tarrasa de Adif y a partir de ahí se bifurcaría con un nuevo tramo de vía hasta la Estación de Martorell.

#### Metro
Está el Metro de Terrassa que se compone en diferentes estaciones en diferentes zonas de la ciudad, en este caso dentro la llamada Línea Barcelona-Vallés, una prolongación de la línea S1 de los Ferrocarriles de la Generalidad de Cataluña.

#### Autobuses
Urbanos
Existe una red de autobuses urbanos gestionada, como el resto de la red de transporte público, por TMESA (Transportes Municipales d'Ègara, S.A.) con la participación del 80% de CTSA, —perteneciente al Grupo Avanza— y el resto, un 20% financiado por el Ayuntamiento de Tarrasa. La empresa cuenta con 75 vehículos de transporte de 12 metros de longitud y otros son autobuses articulados y tres más son microbuses lo que conforman un total de 75 vehículos en 18 líneas de autobuses. Transports Municipals d'Ègara comenzó a gestionar el servicio de transporte público de viajeros en Tarrasa el 1 de octubre de 1989. Por otro lado, el 1 de enero de 2003 dicha empresa se integra en la ATMB (Autoridad del Transporte Metropolitano de Barcelona) con el sistema de tarifas integrado. A continuación se muestra un listado con las 18 líneas de autobuses que operan dentro de la ciudad y sus destinaciones. Una vez al año, la primera semana del mes de septiembre, la empresa modifica su ruta de transporte y los horarios de cada parada.
 L1  — Sant Llorenç - Hospital de Terrassa
 L2  — Les Arenes - Rambla d'Ègara
 L3  — La Grípia - La Maurina
 L4  — Can Parellada - Ca n'Aurell
 L5  — Pla del Bon Aire - Can Trias
 L6  — Can Roca - La Cogullada
 L7  — Pla de Bon Aire - Can Jofresa
 L8  — Avingudes (Can Jofresa - Francesc Macià - Rambla d'Ègara - Can Jofresa)
 L9  — Avingudes (Can Palet - Can Jofresa - Rambla d'Ègara - Francesc Macià - Can Palet)
 L10  — Les Fonts - Estació del Nord
 LH  — Hospital Exprés (Poble Nou - Hospital de Terrassa)
 L12  — Can Palet de Vista Alegre - Rambla d'Ègara
 L13  — Can Gonteres - Rambla d'Ègara
 L14  — Mercadillo Pla del Bon Aire - Can Parellada (miércoles)
 L15   — Barri de Montserrat - Les Fonts
 L16  — Bus Dnit (Nocturno)
 L17  — Països Catalans - Estació Est
 L18  — Les Martines - Rambla d'Ègara
(*) El 4 de abril de 2009 se creó la línea 11 entre Poble Nou y el Hospital de Tarrasa, sin pasar por Rambla Egara. Destacar que tres años después dejó de llamarse L11 y se reemplazó por LH que entró en funcionamiento el 30 de abril de 2012. También durante el año 2009 se pudo observar que las líneas 12 y 13 se juntaron en una sola.
El 23 de marzo de 2007 entró en funcionamiento el Bus DNit (L16), el primer servicio nocturno que contaba la ciudad. Funciona de viernes a sábados y festivos de diez de la noche a las cuatro de la madrugada con una frecuencia de 45 minutos, pero actualmente la empresa extendió el servicio hasta las ocho de la mañana. El autobús recorre la L9 con la prolongación del Parc Vallès. El servicio fue gratuito durante el primer mes de funcionamiento e iba un vigilante a bordo. Posteriormente pasó a conocerse como línea L16.
Interurbanos
Además de los autobuses urbanos y de los ferrocarriles, la ciudad también dispone de diversas líneas de autobuses interurbanas que parten todas ellas de la parada de la estación de autobuses, situada en la entrada de la ciudad. El principal gestor y planificador de los vehículos que circulan por la ciudad de Tarrasa es parte de la Generalidad de Cataluña.
Moventis
 E2.1  — Barcelona - Terrassa. (Servicio exprés)
 E2.2  — Barcelona (Zona Universitaria) - Terrassa. (Servicio exprés)
 B8  — San Cugat del Vallés- Rubí - Terrassa - Sant Quirze del Vallés.
 C2  — Sabadell - Terrassa - Martorell.
 C5  — Sabadell - Terrassa.
 N61  — San Cugat del Vallés - Rubí - Terrassa - Sant Quirze del Vallés - Sabadell - Badia del Vallés - Barberá del Vallés - Cerdanyola del Vallés.
 N64  — Barcelona - Cerdanyola del Vallés - Barberá del Vallés - Badía del Vallés - Sabadell - Sant Quirze del Vallés - Terrassa - Rubí - San Cugat del Vallés - Barcelona.
 N66  — Terrassa - Matadepera.
 N67  — Terrassa - Viladecavalls - Vacarisses.
TGO Direxis
 M1  — Olesa — Terrassa - Bellaterra.
 M5  — Terrassa - Vacarisses.
 M6  — Viladecavalls - Terrassa.
 M6A  — Lanzadera Viladecavalls - Terrassa.
 M7  — Ullastrell - Terrassa.
 M8A  — Matadepera - Terrassa.
 M8D  — Matadepera  - Terrassa FGC/RENFE.
 M9  — Esparraguera - Abrera - Terrassa.
 M11  — Terrassa/Coll d'Estenalles-Mura/Talamanca.
 M12  — Terrassa - Rellinars - Castellbell i el Vilar.
 L95A  — St. Vicenç dels Horts - Terrassa.

## Cultura
En el campo de la cultura popular, Tarrasa es representativa dentro del mundo de los castellers, al contar con dos cuadrillas (Colla castellera) importantes: Minyons de Terrassa y Castellers de Terrassa. Cabe destacar que la colla Minyons de Terrassa es una de las más importantes dentro de esta disciplina.
También está el Drac de Terrassa, es una figura mítica en forma de dragón. El dragón en si es una figura que lanza fuego por varios puntos de su cuerpo. La exhibición más importante del Drac es la fiesta mayor de Tarrasa ya que el Drac representa la leyenda de Tarrasa en la que el Drac baja de la Mola (Sant Llorenç) a comerse a los tarrasenses, algo así como la historia de San Jorge y el dragón. Además del Drac de Terrassa existen más bestias de fuego como La Pajara de Terrassa, El Bitxo del Torrent Mitge y elDrac Baluc Astarot. Otros grupos relacionados con el fuego son los diablos contando con ello con uno de los grupos más importantes como son Diables de Terrassa y además Diables de la Maurina, Diables de Sant Llorenç y Diables Balrogs
Destaca la actividad musical en torno al jazz: en Tarrasa se celebra desde hace 25 años el Festival Internacional de Jazz, que se ha convertido en el festival de referencia de Cataluña en cuanto a programación y prestigio. Es sabida la predilección que tenía el pianista de jazz internacional Tete Montoliu por su club, la Jazz Cava, dadas las oportunidades que le brindó de tocar con jazzmen internacionales como Pony Poindexter, Dexter Gordon y una larga lista. En agradecimiento, donó al club su piano de cola Kawai, que se encuentra actualmente en la sede de Amics de les Arts i Joventutds musicals, agrupación artística de la que pertenece Jazzterrassa, organizadora del festival y programadora estable de la Nova Jazz Cava.

### Deporte
El deporte es una de las señas de identidad de la ciudad. Cuenta con una pista de atletismo, campo de fútbol y piscina olímpica, un circuito de ciclismo y también tiene una de las mejores instalaciones del mundo de hockey sobre hierba en las que se disputó un campeonato mundial de este deporte. Como acontecimiento deportivo importante hay que destacar que en el año 1992 fue subsede olímpica de Barcelona 1992. El gran número de jugadores egarenses de hockey que han participado en las diferentes ediciones de los Juegos Olímpicos han hecho que la ciudad sea conocida como «la ciudad más olímpica del mundo». Actualmente militan en la División de Honor A del campeonato español de liga los siguientes equipos tarrasenses:
- Atlètic Terrassa Hockey Club
- Club Deportivo Terrassa (antes Terrassa FC)
- Club Egara
- Natación Línea 22

Otros deportes donde hay participación destacada son el fútbol, con el Terrassa FC, el baloncesto con el SFERIC y el Club Natación Terrassa, el waterpolo también con el Natación, el fútbol playa con el Terrassa FC y el ciclismo con el equipo de UCI Kern Pharma.
También hay que tener en cuenta el volei que es un deporte practicado por una parte importante de población infantil, actualmente está el Club Voley Terrassa que es una sección dentro del club Natación, hay varios centros educativos que disponen de equipos entre ellos el Salesians Terrassa y otros como el INS Can Roca o l’Escola Enxaneta, que disponen de un equipo que actualmente está federado.
En el fútbol destaca el Terrassa Fútbol Club, que, tras militar en la Segunda División A de la Liga española varias temporadas, descendió y compitió en la Segunda División B hasta el año 2010 y ahora juega en Segunda Federación. Además, Tarrasa cuenta con el actual y en constante evolución Club d'Esgrima Ciutat de Terrassa cuyos miembros compiten a nivel nacional y en diversas categorías, tanto masculinas como femeninas. En Tarrasa también encontramos un club de balonmano que milita actualmente en 1.ª catalana, con un pabellón situado en Can Jofressa.

### Ocio
A su vez, Tarrasa muestra un abanico de posibilidades para los más jóvenes y ociosos en el centro comercial del Parc Vallès, donde hay cine, tiendas y salones recreativos, también cuenta con otros centro comerciales como Terrassa Plaça, situado entre Can’Anglada y Montserrat. Y posiblemente en el futuro contará con un Corte Inglés. Y para los amantes de la naturaleza, Tarrasa cuenta con el actual parque Vallparadís, en el que se pueden hacer infinidad de actividades, cabe añadir que la ciudad cuenta com muchísimas más zonas verdes como el Parc de la República, la plaza Cataluña, parque Sant Jordi o el parque de las Nacions Unides, además de esto la ciudad también incluye el parque natural San Lorenzo del Munt, que cuenta con la popular cima de la Mola. También es conocido su ya consolidado Festival de Jazz, que el 2010 celebró su vigesimonovena edición.

### Medios de comunicación
Tarrasa cuenta con un periódico local, el Diari de Terrassa, que se publica diariamente de martes a sábado, así como varias emisoras de radio: Ràdio Terrassa EAJ-25 Cadena SER Vallés (una de las emisoras pioneras en Cataluña), KissFM (anteriormente Club 25 FM), la emisora municipal noucincpuntdos, Radio Star de Terrassa (la emisora cultural de la ciudad).
También la ciudad cuenta con diversas televisiones locales: TV20 Localia Vallès y Canal Terrassa (municipal).
Cuenta además con diarios digitales como: Kaosenlared.net (fundado en 2001) y que tiene más de un millón de vista al mes, lo que lo convierte en el medio de información más importante de la ciudad y del mundo en su idioma y ámbito comunicacional (ver el indexador http://www.alexa.com Archivado el 9 de agosto de 2009 en Wayback Machine.), infoterrasa.com (fundado en 2002), e-newsterrassa.com (desde 2005, diario digital municipal), y aterrassa.cat (desde abril de 2008, controlado por Avui).
También se publica, desde 1984, y con periodicidad mensual la revista municipal Visquem Terrassa. Se distribuye gratuitamente a todos los hogares de la ciudad.
En enero de 2014 nació el nuevo periódico deportivo semanal Terrassa Esportiva, que se publicaba cada lunes. El proyecto terminó abruptamente en marzo de 2015.
Hasta mayo de 2009 se publicaba el periódico gratuito Terrassa Societat, de difusión mensual y con una tirada de 50 000 ejemplares. Era publicado desde 1999. Ese mismo mes dejaba de publicarse la edición en papel de Avui+Terrassa, gratuito que se editaba desde abril de 2008. Su desaparición no acarreó la de la versión digital aterrassa.cat, aunque acabó cerrando tiempo después.
En noviembre de 2007 cerró Més Terrassa, otro gratuito en papel, tras ser publicado durante justo dos años.